# 名前探しの放課後
『名前探しの放課後』（なまえさがしのほうかご）は、辻村深月による日本の小説。講談社ノベルスより刊行されている。2008年、第29回吉川英治文学新人賞候補作。

## あらすじ

### プロローグ
高校生の依田いつかは、雪が降り積もる冬のある日、クラスメイトの自殺を知らされた時の記憶を辿っている。遺体は、この街で生まれ育った者ならばその厳しさをよく知る、深い山奥の場所で発見された。いつかは、その生徒がどれほどの思いを抱え、どのような時間を過ごしてその場所へと向かったのか、想像せずにはいられない。遺書は、教室の机の引き出しにそっと残されていた。

### 第1章『秘密の花園』
- エピグラフの『秘密の花園』は、1909年に発表されたフランシス・ホジソン・バーネットによる児童文学作品。孤独な少女が荒れ果てた庭を再生させる物語。

高校生の依田いつかは、1月のクラスメイトの自殺を経験した直後から、3ヶ月前の10月初旬に時間が巻き戻った感覚を覚える。駅前のジャスコで友人の秀人と交わした会話、帰宅後の家族とのやりとり、そして別れたはずの豊口絢乃との電話。すべてが既視感に満ちており、過去をなぞっているとしか思えない。
いつかは、自分だけが過去にタイムスリップしているのではないかと考え始め、中学生の頃にタイムトラベルについて自由研究を発表していた同じ高校の坂崎あすなを訪ねる。中学時代に接点のなかった2人だが、あすなはタイムスリップに関する様々な説をいつかに説明する。いつかは自分が3ヶ月後の未来を知っていること、そしてこのままではクラスメイトの自殺という悲劇が再び繰り返されることをあすなに打ち明ける。そして、その事態を回避する方法を模索していることを告げる。

### 第2章『裸の王様』
- エピグラフの『裸の王様』は、1837年に発表されたハンス・クリスチャン・アンデルセンの童話。愚かさや虚栄心を風刺した寓話。

あすなから協力を取りつけた依田いつかは、彼女の祖父が経営する洋食店グリル・さか咲に招かれる。店の片隅には、あすなが大切にしている童話や海外文学作品の本が積まれていた。いつかは、そこで初めてあすなの祖父と顔を合わせる。彼は、いつかがあすなと同じ中学から高校に進んだことが、あすなや自分にとって大きな安心になっていると話す。
その後、いつかは記憶の中で名前が曖昧なままのクラスメイトの自殺を防ぐため、友人の助けが不可欠だと考える。いつかはあらためて長尾秀人に事情を打ち明ける。そして秀人の恋人である椿、秀人の友人である天木敬にも協力を仰ぐことになる。

### 第3章『オオカミ少年』
- エピグラフの『オオカミ少年』は、イソップ童話の一つ。嘘をつき続けた羊飼いの少年が、本当に狼が現れた時に誰にも信じてもらえなかったという教訓的な物語。

依田いつかは、友人の秀人が協力を取り付けている間、義兄の勇雄が運転する車で帰宅する。その車窓から、いつかは下校中のあすなの姿を見かける。また、同じく車窓から見慣れない同じ高校の生徒たちの姿も目にしていた。
後日、いつかは、秀人からおおよその事情を聞かされた椿と天木敬と対面する。あすなは不在だったが、ここに協力者が集まり、初めての話し合いが行われた。それぞれの思惑が交差する中、彼らはクラスメイトの自殺をどう防ぐか、そして個人としてどう協力できるかについて、最初の議論を交わす。
このとき、いつかのタイムスリップを懐疑的に見ていた天木に対し、椿は「オオカミ少年」の寓話を、100回の嘘の後に真実が起こる可能性を示唆する戒めとして引用する。そして、いつかの言葉を信じてみようと、協力を決めた経緯を語る。

### 第4章『エーミールと探偵たち』
- エピグラフの『エーミールと探偵たち』は、1928年に発表されたエーリッヒ・ケストナーの児童文学。主人公が盗まれたお金を取り返すため、少年探偵団を結成して犯人を追いかける物語。

依田いつかは、最初の話し合いの内容をあすなに説明する。いつかの話を信じて協力してくれる仲間ができたことに、あすなは驚きを隠せない。
その後、あすなも加わって、いつかの記憶をたどりながらクラスメイトの自殺を食い止める方法を考え始める。自殺のタイムリミットは、2学期終業式の12月24日午前中。それまでに、名前がわからなくなってしまった「誰か」を探し出し、直接接触してでも自殺を阻止すべきだと一同は考える。さらに、それぞれの断片的な情報を出し合う中で、秀人から、1年生の自分たちとは別のクラスでいじめが行われているらしい、という噂が語られる。
後日、あすなは数学の授業で使っている教室の机の中から、自分の物ではないノートを見つける。そのノートには、書いた本人がいじめを苦に自殺したという新聞記事のような文章や、遺書の下書きのような文章が綴られていた。いつかたちと相談の上、ノートの持ち主である河野基とあすなは対面するが、彼はあすなに対して無礼な態度で接する。

### 第5章『星の王子さま』
- エピグラフの『星の王子さま』は、1943年に発表されたアントワーヌ・ド・サン＝テグジュペリの童話。不時着した飛行士が小さな星から来た王子と出会う物語。「大切なものは、目に見えない」というキツネの言葉が、以降の物語で登場人物たちの心理に影響を与えていく。

秀人の調べにより、陸上部の小瀬智春を中心とするグループが、河野基をいじめていることが確実となる。河野は、両親が県外から引っ越してきたため、小中学校からの友人もおらず孤立していた。彼の両親の考え方は、この田舎町の人々から見ると浮世離れしており、それがさらに彼を孤立させているようだった。あすなが見つけたノートの内容もいじめを苦にした自殺を示唆していることから、一行は現時点で最も自殺の可能性が高い人物として河野に注目することを決める。
あすなは、河野の机に残されていた忘れ物を返す口実で再び彼に話しかけるが、河野はそっけない態度を取る。そこに智春たちが現れ、河野に暴力を振るう場面に遭遇してしまう。智春とあすなの共通の友人である志緒も、その状況をどうすることもできず言葉を失う。
その後、河野へのいじめはさらにエスカレートし、誰もいなくなった高校の体育倉庫に閉じ込められるという事件が起こる。この事態を知らされたいつかたちは、深夜にもかかわらず、それぞれに河野を救出するために高校へと向かう。
全員の協力で河野を体育倉庫から解放するが、河野は「こんなことで自殺しようとは思わない」と言い放つ。また、彼がノートに書いていた自殺記事や遺書のような文章は、いじめを苦に自殺しないよう自分に言い聞かせるためのものだと明かす。いつかたちはその言葉にわずかな違和感を抱きつつも、引き続き河野へのいじめを軸に、自殺の可能性のあるクラスメイトを探し続けることにする。

### 第6章『みにくいアヒルの子』
- エピグラフの『みにくいアヒルの子』は、1843年に発表されたハンス・クリスチャン・アンデルセンの童話。自らの姿を醜いと思い込んでいたアヒルの子が、やがて白鳥へと成長していく物語。

クラスメイトの自殺を止める方法として、天木は「死にたいと思わせないように、生きるためのイベントを与える」という考えを提案する。一同は、このアイデアに基づき、かつていつかが競技者として取り組んでいた水泳を河野に教えることを決める。
一方、協力者全員でグリル・さか咲を訪れた日、椿は、自殺する可能性のある人物は河野以外にもいるかもしれないと示唆し、他のクラスメイトの変化にも注意を払うよう進言する。その後、駅へ向かう道すがら、いつかと会話していたあすなは、彼の軽薄さに違和感を覚える。その直後、あすなは中学生時代の同級生である八木千春たちと偶然再会するが、八木たちに頼み込まれたいつかがその再会を仕組んだとあっさり告白し、あすなを戸惑わせる。
いつかをコーチ役に、河野の水泳特訓が始まる。皆が時間をやりくりし、市立病院に隣接するプールに通うようになる。ある日、プールにやってきた椿は、いつかの腕についてあすなに尋ねる。いつかはかつて全国大会に出場するほどの水泳選手だったが、ターンの失敗で左腕に後遺症が残っていた。あすなは、このプールでリハビリを続けているいつかを以前から見ており、彼よりもずっと早くその存在を認知していたのだ。
河野の練習を見学するためにプールに来る日が増える中、あすなは祖父が体調を崩し、隣の市立病院に搬送されたという知らせを受ける。たまたま隣のプールにいたあすなはすぐさま祖父の元に向かい大事に至らず安堵する。その後、河野が練習する姿に触発されるように、自分もまた泳げるようになりたいと、いつかに指導を頼み込む。

### 第7章『白雪姫』
- エピグラフの『白雪姫』は、ドイツの民話でグリム童話にも収録されている。無垢な心を持つ者は、意識せずとも他者からの助けを得られることがあるという寓意が込められている。

いつかは、義兄の勇雄が勤めるヒシヌマ工務店で、エクセルのデータ入力作業を手伝っていた。勇雄に水泳を再開したことを尋ねられ、社長の菱沼滋の厚意で作業に必要な資料を自宅に持ち帰る許可を得る。その日、勇雄と菱沼は斜陽化する街の未来について話し続ける。その中で、ふと河野基の家の事情が話題に上がり、いつかは彼の抱える事情に思いを巡らせる。また、データ入力作業を通して、あすなの祖父が経営するグリル・さか咲の二号店開店に向けて、ヒシヌマ工務店に改装の相談があったことを知る。
コーチとして河野とあすなに水泳を教える日々が続き、いつかたちは少しずつ河野との距離を縮めていく。河野が鉄道ファンであることなどを話してくれるようになり、信頼関係が生まれ始めていた。
しかし、その関係に少しずつ異変が現れ始める。まず、あすなの前に、いつかの元恋人である豊口絢乃が現れるようになる。最初の接触時は志緒の助けでその場を逃れたものの、あすなはいつかと親しくする自分の姿が絢乃の嫉妬心を煽っていることに気づき、心を痛める。
いつかは、河野とあすなの水泳の成果発表の場として、かつて自分が通っていたスイミングスクールの昇級試験を借りることを決める。タイムリミットである12月24日より前に、自殺を考えている誰かに「生きたい」という気持ちを持たせるには、このタイミングしかないと考えたからだ。その際、いつかはあすなたちに、グリル・さか咲の新店舗開店の相談が自分の義兄の勤める工務店に入っていることを打ち明ける。最も近しい家族であるあすなでさえ知らない話に全員が驚く。いつかは「自分の知る未来をそのままなぞらないために」、店が入る予定のビルの看板をぎりぎりまでそのままにできないかと進言する。そうすることでタイムパラドックスを発生させ、最悪の事態を回避できるのではないかと考えていたのだ。
そんなやり取りの後、あすなは秀人とともに椿の通う他校に出かける。そこで、椿もまた日々の雑踏の中で悩みを抱えて過ごしていることを知る。皆で街の斜陽化について話すなどして時間を過ごす。そんな中、街であすなは再び絢乃に呼び止められる。絢乃はいつかとの関係を問いただし、あすなはいつかへの気持ちはないと答える。しかし、「いつかがあなたを好きかどうか」と問い返され、あすなは言葉を失う。そして、一人でいつかに向き合う覚悟を決めて現れた絢乃に対し、いつかにちゃんとけじめをつけさせるべきだと考え始める。

### 第8章『失われた時を求めて』
- エピグラフの『失われた時を求めて』は、マルセル・プルーストによる長編小説。ある特定の感覚（味覚など）をきっかけに過去の記憶が鮮明に蘇る現象は、「プルースト現象」とも呼ばれている。

タイムリミットが迫る中、いつかは以前の時間軸と同じように、元恋人の絢乃との関係で起こった出来事に直面し、大きな運命には抗えないのかと考えるようになる。そして、あすなが絢乃に水泳のことを話してしまったことで起きた問題にも悩んでいた。そんな中、志緒がいつかの元を訪れ、何かを告げて去っていく。一方、あすなは体調を崩し、練習を休みがちになっていた。
そんな折、河野が福島まで新幹線の連結を見に行く旅行を計画していると聞き、いつかとあすなはその旅に同行を申し出る。しかし、次の練習日、いつまで経っても河野はプールに現れない。ようやく河野と連絡が取れた時、すでに智春たちが彼に暴力を加え、旅費を奪った後だった。自暴自棄になる河野を落ち着かせるため、あすなは次の水泳試験で自分が泳ぎ切れたら、もう死亡記事や遺書のようなものを書くのをやめるようにと彼と約束する。このやりとりの後、いつかは記憶から抜け落ちていた重要な部分を思い出す。それは、自殺が発生した翌日の朝、学校から「二組の河野基の遺体が、朝、池の中に」と告げる電話がかかってきたことだった。
その後、智春たちの件については河野の父親にうまく嘘をついて取り繕い、いつかたちは福島への旅行に出発する。列車の中で、あすなは改めていつかに絢乃の件や、自分がいつかをどう思っているかを告げる。
絢乃たちの一件は、秀人の機転でなんとか収まり、プールに押しかけてくることはなくなった。いつかは、思い出した記憶をもとに、12月24日になにも起こらないよう皆で努力する必要があると秀人と椿、天木に告げる。
その後のある日、いつかは学校を休み、午前中に「グリル・さか咲」を訪れ、あすなの祖父と面会する。
いつかと祖父の会話から、あすなが過去に祖父の目の前で25メートルを泳ぎ切れなかった失敗が、今も尾を引いていることを知る。いつかは、その会話の中で、挫折と自棄の気持ちで初めてあすなを見た時のことを回想する。水泳を辞めた時、家族の誰も何も言わなかったこと。そして、今の時間軸で、あすなが自分にとってかけがえのない大切な存在になっていることを思う。いつかは、あすなの水泳のことを説明し、以前に取材に来ていたタウン誌の取材を受けてみないかと提案する。祖父は店の取材については「気が変わったら」と応じ、あすなの水泳の記録を見に行くことを約束する。会話の終わりに、祖父は一連のやりとりを「石のスープ」のようだと話すが、この時のいつかはその意味を理解できなかった。いつかのもう一つの要望については、外で控えていたヒシヌマ工務店の社長・滋と義兄・勇雄に話を頼むしかなかった。
12月6日、水泳の昇級試験の場で、いつかと河野とあすなの練習の成果が披露される。河野がまず泳ぎ切り、秀人と椿、天木は、このことを機にいじめをやめるよう智春に迫るが、智春は逃げるようにプールを後にする。そして、あすなも祖父が見守る中、25メートルを泳ぎ切ることができた。

### 第9章『クリスマス・キャロル』
- エピグラフの『クリスマス・キャロル』は、1843年に発表されたチャールズ・ディケンズの小説。守銭奴の主人公が、クリスマス・イブに現れた三人の精霊に導かれ、人生を見つめ直す物語。

あすなの祖父はタウン誌『エフ・カフェ』の取材を承諾し、取材日に合わせて、いつかたちのためにクリスマスパーティーを開くことを決める。自殺のタイムリミットであるクリスマス・イブに、河野をこのパーティーに出席させることができれば、悲劇を回避できるかもしれないと、いつかたちは考える。いつかは、義兄の勇雄たちに頼み、グリル・さか咲 二号店の出店予定のビルの古い看板をぎりぎりまで外さないよう手配してあった。これにより、以前の時間軸とは異なる出来事を可能な限り多く作り出し、タイムパラドックスを発生させて自殺を回避する、という策を練っていた。
期末テスト対策に皆が苦慮する中、特に水泳のコーチやバイクの免許取得で時間がなかったいつかは、全く勉強ができていなかった。しかし、椿が皆のために作成した対策ノートが配られ、一同は安堵する。その際、椿はあすなの家で勉強会を開くことと、クリスマスパーティーでピアノを演奏することを提案する。あすなは勉強会の提案を快諾し、ピアノ演奏については、秀人と椿、天木の共通の知人である松永郁也に依頼することになる。
その後、あすなは松永と対面し、椿から「クリスマスパーティーで『アラベスク』を連弾しよう」と誘われる。『アラベスク』はあすなの祖父が好きだったドビュッシーの代表曲の一つだ。自分の腕では弾けないとためらうあすなだったが、椿と松永の配慮もあり、母の失踪以来、家具以上の価値を失っていた実家のピアノが、クリスマスパーティーのために本来の役割を取り戻すことが決まる。
その裏で、いつかはようやく取得したバイクの免許を手に、誰かから借りたバイクで年末の雑踏の中を走り回り、街の様子を入念に観察していた。あすなもまた、椿が配ったノートに、自分と他のメンバーのものとの間に微妙な違いがあることに気づく。さらに、いつかがいつの間にか腕時計を身につけ、時間を頻繁に確認する異変にも気づいていた。
期末テストが終わり、あすなが大きな駅前の方の書店に出かけた際、智春と河野が一緒にいるのを見かける。皆で河野と連絡を取ろうとするが繋がらない。ほぼ一日かけて探した末、天木が河野を見つけた時には、またしても智春に金をゆすり取られた後だった。この期に及んでも智春の言いなりになっている河野に怒りを覚えたいつかは、つい口を滑らせてしまう。「12月24日に自殺するのは河野自身だ」と。これは、自殺を止めるための最終手段として用意されていた方法だったが、不意に口にしてしまい、他のメンバーは戸惑う。しかし河野は、あすなと交わした「プールで泳ぎ切ったら死のうとしない」という約束があるから死なないと語る。
12月23日、グリル・さか咲では翌日のクリスマスパーティーに向けての準備が進む。あすなの祖父がタウン誌の取材に応じている間、いつかたちは店を飾り付けていた。約束の時間より遅れて現れた河野は、顔の半分ほどがガーゼで覆われ、智春と殴り合いになった末、こんな姿になったと事情を説明する。翌日の終業式で智春の姿を見た時、その喧嘩が想像を絶するほどの激しいものだったことがうかがえた。
そして迎えた12月24日、グリル・さか咲でクリスマスパーティーが開催される。いつかたちやタウン誌の取材陣、そして松永郁也の関係者が出席する中、交通渋滞で遅れていた松永がようやく到着し、場の雰囲気に合わせた見事な演奏を披露する。続いて、あすなと椿による『アラベスク』の連弾が始まるが、あすなは途中で失敗してしまう。演奏を終え、店の倉庫にワインを取りに行ったあすなは、祖父と二人きりになる。そこで祖父からかけられた一言が、あすなの背中をそっと押す。店に戻ったあすなは、『アラベスク』をもう一度演奏し、今度は失敗せずに弾き切る。夜は更け、やがて12月25日を迎える。翌日、天木から全員にメールが送られてくる。「12月24日に藤見高校の生徒から、事故や自殺による死者が出なかった」という内容だった。

### 第10章『青い鳥』
- エピグラフの『青い鳥』は、モーリス・メーテルリンクによる童話劇。兄妹が幸せの青い鳥を探し求める物語だが、結局、幸せは遠い場所ではなく身近なところにあると気づく。

年末の雑踏の中、いつかは自分がけじめをつけるべき人々と対面する。まず、昇級試験の場を借りたスイミングスクールのコーチのもとを訪ねて礼を述べ、競技者ではない形で水泳を再開しないかと提案される。次に、別れたまま中途半端な関係になっていた元恋人の絢乃とも会い、これまでの経緯を謝罪する。あすなの祖父との会話や、クリスマスパーティーでピアノを弾き直したあすなの姿を見て、いつかはこれまで悪い意味で逃げていた自分の態度を改めようと決意していたのだ。
大晦日を過ぎ、新年を迎える。いつかにとって最初の時間軸の1月は、暗く重い未来だった。しかし、今の時間軸では、グリル・さか咲がタウン誌に掲載され、皆で喜びを分かち合う場にいる。姉の出産に対しても、以前のような無関心さとは正反対の感情が湧いていた。この時点では、最悪の事態は避けられたように思えた。
一方、あすなは冬休み中の課外授業の日、智春が禁止されているバイク通学をしている場面を目撃する。
そして迎えた始業式の日。全国模試に挑む藤見高校の生徒たち。その最中、いつかが最も恐れていた異変が発生する。前の時間軸のまま誰かの自殺が起きてしまうことを阻止すべく、いつかたちはそれぞれに与えられた役割を遂行するために動き出す。その流れの中で、いつかはあすなに、本来の計画を説明する。それは、「坂崎あすなが始業式の日の夜に自殺することを止める」というものだった。

### 第11章『石のスープ』
- エピグラフの『石のスープ』は、ポルトガルの民話。石一つからおいしいスープを作った旅人の話で、人々に協力を促すための呼び水として使われることの比喩にもなる。

いつかは、中学生時代の元恋人である桜井奈津美とあすなのある出来事を回想する。左腕の怪我で水泳選手としての道を閉ざされたいつかを励ますため、奈津美が寄せ書きを集めていたが、それに異論を唱え協力を拒んだのがあすなだった。あの時のいつかは、以前リハビリ中のプールで見かけた件も含め、あすなという人物はもう自分とは関わりのない存在になるだろうと考えていた。
あすなは、いつかに本当の記憶について話すよう促す。いつかの最初の時間軸では、始業式の日に遺書が見つかったところまでははっきりと覚えており、おそらく自殺が発生した瞬間にこの時間軸に飛ばされたのだろうと推測する。なぜ自分がこの時間軸にやってきたのかについては、いつかを知るあすなか、あすなの祖父の意識が自分を引き寄せたのではないかと考えている、といつかは伝えた。
前の時間軸では、あすなの祖父は12月半ばに倒れて病院に運ばれた。それを知らされたあすなは急いで病院に向かったが、場所が離れており、交通事情も悪かったため、祖父が亡くなった後にようやくたどり着いた。唯一の肉親の死に目に会えなかったことに絶望したあすなは、その日から学校に来なくなり、始業式の夜に自ら命を絶ってしまったのだ。
いつかは、3ヶ月前にタイムスリップした時からあすなのことを調べ、天木たちの協力を得てこの日に備え、あらゆる手を尽くしてきた。これまで起こったほぼすべての出来事は、あすなと祖父以外の全員が事情を把握した上で計画的に行われたものだった。時折ほころびが見えそうになることもあったが、すべてはこの日のために計算された行動だったのだ。
この時間軸では、あすなの祖父は年明けまで倒れることが遅れており、あすなもまだ生きている。いつかは、あすなと祖父を必ず会わせるため、彼女を病院へと導く。そしていつかたちは仲間たちの協力を得て、市立病院にたどり着く。
あすなの祖父は集中治療室の中にいたがまだ生きていた。最悪の事態は、本当に改変できたのだろうか？

### エピローグ
3月のある日、いつかたちは駅前のジャスコに集まっていた。ヒシヌマ工務店の一員として現場に入っていたいつかは、先に到着していたあすなや河野と談笑する。いつかは、この場で改めてあすなについていた嘘を説明していく。彼らの視線の先、向かいのビルの看板は外され、グリル・さか咲 二号店の開店準備が進んでいる。
一方で、天木、秀人、椿もビルの側へ向かう途中だった。彼らは、いつかを信じて行動したこれまでの日々をそれぞれに振り返る。特に秀人は、いつかがそれまで口にしなかった、あすなの名前を聞いた瞬間から協力を惜しまないと決めていたと語る。
全員が揃うと、一行はグリル・さか咲 二号店の出店準備が進むフロアへ向かい、あすなの祖父に挨拶をする。店の開店は桜が咲く頃を予定しているという。そして、いつかはあすなにある一つの願いを告げるのだった。

## 登場人物
依田いつか（よだ いつか）
藤見高校1年3組。不二芳南中学校出身。地元・不二芳市から高校のある江布市まで電車で通学する。女子にモテるが、特定の相手とは深く付き合わない。親友の秀人が唯一心を許せる相手だ。名前には「いつか、なりたいものになれるように」という願いが込められている。
中学生までは水泳選手として関東大会に出場する実力があったが、ターンの失敗で左腕を負傷。競技を続けられなくなった。
坂崎あすな（さかざき あすな）
藤見高校1年3組。いつかと中学校が同じ。本屋で半日過ごせるほどの読書家で、タイムスリップに関するいつかの質問にスムーズに答える。身長は172cm。名前の由来は「翌檜（あすなろ）」。祖父が「グリル・さか咲」を経営している。
長尾秀人（ながお しゅうと）
藤見高校1年4組。陸上部所属。江布北中学校出身。いつかの唯一の親友。いつかと違い、幅広い人脈を持つ。揉め事を好まず、相手が引かないとすぐに争うのをやめてしまう。椿史緒と長く交際している。椿の話をするときは照れくさそうな素振りを見せない。
椿史緒（つばき ふみお）
礼華女子高校1年生。江布北中学校出身。茶色の眼鏡がトレードマーク。秀人とは小学校入学前からの幼馴染、松永郁也とも長い間の交友がある。ピアノと書道の心得がある。
作中では一貫して「椿」と呼ばれているが、フルネームが明かされるのはエピローグの段階で、アクセサリー代わりに身につけているスプーンなどから、『ぼくのメジャースプーン』の「ふみちゃん」と同一人物であることが示唆されている。
天木敬（あまき たかし）
藤見高校1年5組の学級委員長。サッカー部所属。江布北中学校出身。学業優秀でサッカー部でも活躍する多才な人物。中学時代は生徒会長を務め、高校でも同じ地位を目指している。負けず嫌いで、小学校の児童会長選挙で椿に負けたことをまだ気にしている。
河野基（こうの はじめ）
藤見高校1年2組。小瀬友春にいじめられている。遺書を書くことと、自分の自殺記事を書くことが趣味だと話す。あすなたちは彼が自殺するのではないかと推測し、それを防ぐために動く。
鉄道ファン、特に時刻表マニアで、分単位の乗り継ぎ術に長けている。その知識が物語のある場面で最大限に活かされる。
小瀬友春（こせ ともはる）
藤見高校1年2組。陸上部所属。江布北中学校出身。陸上部では短距離で良い成績を出している。河野基へのいじめの首謀者と見られている。高校で禁止されているバイク通学をしている。小学校時代は「トモ」と呼ばれていた。
三山志緒（みやま しお）
藤見高校1年3組。あすなの親友。小瀬友春とも友人関係にあり、ギャルっぽい派手な外見をしている。
松永郁也（まつなが いくや）
藤見高校1年5組。ピアノ部。江布北中学校出身。ピアノ部の唯一の部員として、第二音楽室を練習場所として使っている。ピアノの才能は高い。クラスメートの天木から「信頼できる」人物と評されており、いつかたちの作戦会議に第二音楽室を貸すこともある。秀人、椿とも知り合い。
豊口絢乃（とよぐち あやの）
藤見高校1年5組。いつかの元恋人。

## 章タイトル
本作の第一章は「秘密の花園」と名付けられている。以降、上下巻共に、第十一章の「石のスープ」まで、日本国外の児童文学や童話、寓話や民話のタイトルが章名になっている。

## 関連作品
『凍りのくじら』
松永郁也の他、郁也の同伴者の芦沢理帆子と家政婦の多恵が主要登場人物。その他、椿史緒（ふみちゃん）も松永郁也の友人として登場する。
『ぼくのメジャースプーン』
椿史緒（ふみちゃん）が主要登場人物。その他、ふみちゃんと主人公のクラスメイトとして、天木敬（タカシ）、小瀬友春（トモ）、ピアノがうまい男の子として松永郁也（松永くん）が登場する。

## 書籍情報
- 新書判：講談社ノベルス
  - 上巻：2007年12月22日発売[1]、ISBN 978-4-06-214506-0
  - 下巻：2007年12月22日発売[2]、ISBN 978-4-06-214507-7
- 文庫本：講談社文庫
  - 上巻：2010年9月15日発売[3]、ISBN 978-4-06-276744-6
  - 下巻：2010年9月15日発売[4]、ISBN 978-4-06-276745-3